# 차희림
차희림(1953년 ~ )은 조선민주주의인민공화국의 정치인이다. 조선로동당 중앙위원회 후보위원 겸 평양직할시 인민위원회 위원장이다.

## 경력
1953년에 태어났다. 수도건설부 당 조직비서를 거쳐 2011년 10월 조선로동당 평양시당 비서로 선출되었다. 2012년 9월 량만길 후임으로 평양시 인민위원회 위원장으로 임명되었다. 2012년 11월 국가체육지도위원회 위원을 맡았다. 2014년 4월 최고인민회의 법제위원회 위원으로 임명되었다. 2016년 5월, 조선로동당 제7차 대회에서 조선로동당 중앙위원회 후보위원으로 선출되었다. 2017년 4월, 상장으로 진급했다.

## 최고인민회의 대의원
2014년 3월 최고인민회의 제13기 대의원으로 선출되었다.